# Pep Cruz
Pep Cruz   (Girona, 1948) és un actor i director de teatre i televisió català.
Després d'estudiar a l'IES Jaume Vicens Vives de Girona, dels 20 als 25 anys treballà a l'empresa Chupa-Chups. Té formació d'enginyer. Començà la seva carrera teatral dirigint el TEI Sant Marçal (1971) de Girona, amb què va fer 33 espectacles de teatre en 16 anys, amb Cruz fent funcions d'actor i director, a més de portar 20 espectacles de titelles a les Fires de Girona (1980-2005). Posteriorment s'incorporà a la companyia Dagoll Dagom; en 2008 encara hi estava vinculat, per bé que Cruz té també la seva pròpia companyia Per-versions.
Presentà el concurs humorístic de TV3 Moltes gràcies. Està casat amb la també actriu Anna Rosa Cisquella; un dels seus fills, Marçal Cruz, intervingué en les sèries Oh Europa! i Oh Espanya! fent el paper de fill de Pep Cruz. L'any 1987, Pep Cruz rebé el premi Crítica Serra d'Or de Teatre per "la seva aportació global al món del teatre".

## Obres

### Teatre
Obres on ha actuat
- Heisenberg (2021), escrita per Simon Stephens i representada a la Sala Beckett[6]
- Aquest país no descobert que no deixa tornar de les seves fronteres cap dels seus viatgers (2020)
- Desig sota els oms (2017), Teatre Nacional de Catalunya
- Mar i cel (2014), musical amb la companyia Dagoll Dagom
- La vampira del Raval (2011), d'Albert Guinovart i Josep Arias Velasco, direcció de Jaume Villanueva
- Natale in Casa Cupiello (2010) d'Eduardo de Filippo, direcció d'Oriol Broggi
- Soterrani (2008), de Josep Maria Benet i Jornet, direcció de Xavier Albertí
- Antígona (2006), de Sòfocles, dirigida per Oriol Broggi
- Salamandra (2005), de benet i Jornet, dirigida per Toni Casares
- El rei Lear (2004) de Shakespeare, de Calixto Bieito
- La perritxola (2003), de Jacques Offenbach, musical amb la companyia Dagoll Dagom
- Hello, Dolly! (2002), de Michael Stewart y Jerry Herman, musical amb direcció de Carlos Plaza
- Les variacions Goldberg (2001), de George Tabori, dirigida per Àlex Rigola
- El temps de Planck (2000), musical d'i dirigit per Sergi Belbel
- Comèdia negra (1999), de PeterShaffer, dirigida per Tamzin Towsend
- L'hèroe (1999), de Santiago Rusiñol, dirigida per Ferran Madico
- Florido Pensil (1997), d'Andrés Sopeña, dirigida per Fernando Bernués
- Pigmalió (1997), de GB Shaw, dirigida per Joan Lluís Bozzo
- Maror (1996), de Rodolf Sirera, direcció de Joan Lluís Bozzo
- Fugaç (1994), de Benet i Jornet, direcció de Rosa Maria Sardà
- Otel·lo (1994), de Shakespeare, direcció de Mario Gas
- La senyora Florentina i el seu amor Homer (1993), de Mercè Rodoreda, dirigida per Mario Gas
- Flor de nit (1992), sobre un text de Manuel Vázquez Montalbán, musical amb la companyia Dagoll Dagom
- Mar i cel (1988)/Mar y cielo (1989), d'Àngel Guimerà-Xavier Bru de Sala-Albert Guinovart, musical amb la companyia Dagoll Dagom
- Infantillatges (1986), de Raymond Cousse, amb direcció de Josep Maria Flotats. La traducció de l'obra és de Pep cruz
- Cyrano de Bergerac (1985), d'Edmond Rostand, dirigida per Josep Maria Flotats

Obres que ha dirigit
- Top Model (2014) de Pep Cruz, en què també actuà
- Còmica vida (2008) de Joan Lluís Bozzo, en què també actuà
- (PER) Versions (2002), de Quim Vinyes i Martina Bàs, en què també actuà
- Colors (1999), de Mariscal
- Surf (1998), de Jordi Galceran
- La bona gent (1997), de Santiago Rusiñol
- Ikebana (1997), de Gabriela Maffei
- Per humor a la copla (1993)
- Els espectacles de Vol Ras Again, again! (2002) Gagmania (1995), Psssssh!! (1992) i Insòlit (1989)
- Direcció del TEI de Sant Marçal, 32 espectacles de teatre i 20 de titelles:
  - Electra (1971), de Marguerite Yourcenar
  - Nice people (1987), de Sean O'Casey
  - Josafat (1987), de Prudenci Bertrana
  - La serva padrona (1988), de Pergolesi, òpera
  - Estricta vigilància, de Jean Genet
  - Les criades, de Jean Genet
  - El balcó, de Jean Genet
  - Fastos infernals, de Michel de Geldherode
  - Hop siñor, de M.de Geldherode
  - L'estrany genet, de M.de Geldherode
  - Les bruixes de Llers i el sabater d'Ordis, de Carles Fages de Climent
  - Els espectacles de titelles La Caputxeta Vermella, El repte de la Siseta, Guinyol a les Fires, L'Empordà, El drac de l'estany...

### Sèries de televisió
- Nit i dia (2017)
- Gran Nord  (2012-2013)
- Ventdelplà (entre 2005 i 2010)[7]
- La memòria dels Cargols (26 episodis, 1998), sèrie de Dagoll Dagom
- Oh! Espanya (17 episodis, 1994), sèrie de Dagoll Dagom
- Oh! Europa (13 episodis, 1993), sèrie de Dagoll Dagom
- Arnau (1994, en cinc capítols), dirigida per Lluís Güell
- Tot un senyor (sèrie) (1989, 13 capítols)

## Cinema i telefilms
- El Cafè de la Marina (2014), de Sílvia Munt
- Clara Campoamor, la dona oblidada (2011), d'Elvira Mínguez
- I Vicerè (2007), de Roberto Faenza
- Tuya siempre (2007), de Manuel Lombardero
- Càmping (2006), telefilm de Lluís Arcarazo
- Deu ser que ningú és perfecte (2006), de Joaquim Oristrell
- Die Verlorenen (2006), telefilm de Helmut Christian Görlitz i Lluís Güell
- El triunfo (2006), de Mireia Ros
- Viure de Mentides (2005), telefilm de Jorge Algora
- L'escala de diamants (2003), telefilm de Jordi Marcos
- La memòria i el perdó (2001), telefilm de Giorgio Capitano
- Con dos cojones (2001), de Manel Martínez
- Adela (2000), d'Eduardo Mignogna
- Un amor clar-obscur (1997), de Jesús Garay
- Gimlet (1995), de José Luis Acosta
- Souvenir (1994), de Rosa Vergés
- El amante bilingüe (1993), de Vicente Aranda Ezquerra, basada en la novel·la de Juan Marsé
- Bufons i reis (1993), de Lluís Zayas
- Flor de nit (1993), d'Eduard Cortés, adaptació televisiva del musical de Manuel Vázquez Montalbán
- Ni un pam de net (1993), de Raimon Masllorens
- Los mares del sur (1992), de Manuel Esteban
- Restauració (1990), telefilm d'Ariel García Valdés basat en l'obra d'Eduardo Mendoza
- La femme et le pantin (1990), telefilm de Mario Camus
- Si te dicen que caí (1989), de Vicente Aranda, basada en la novel·la de Juan Marsé
- Mar i cel (1988), adaptació televisiva de Joan Lluís Bozzo i Eduard Cortés del musical homònim